# Martini (cocktail)

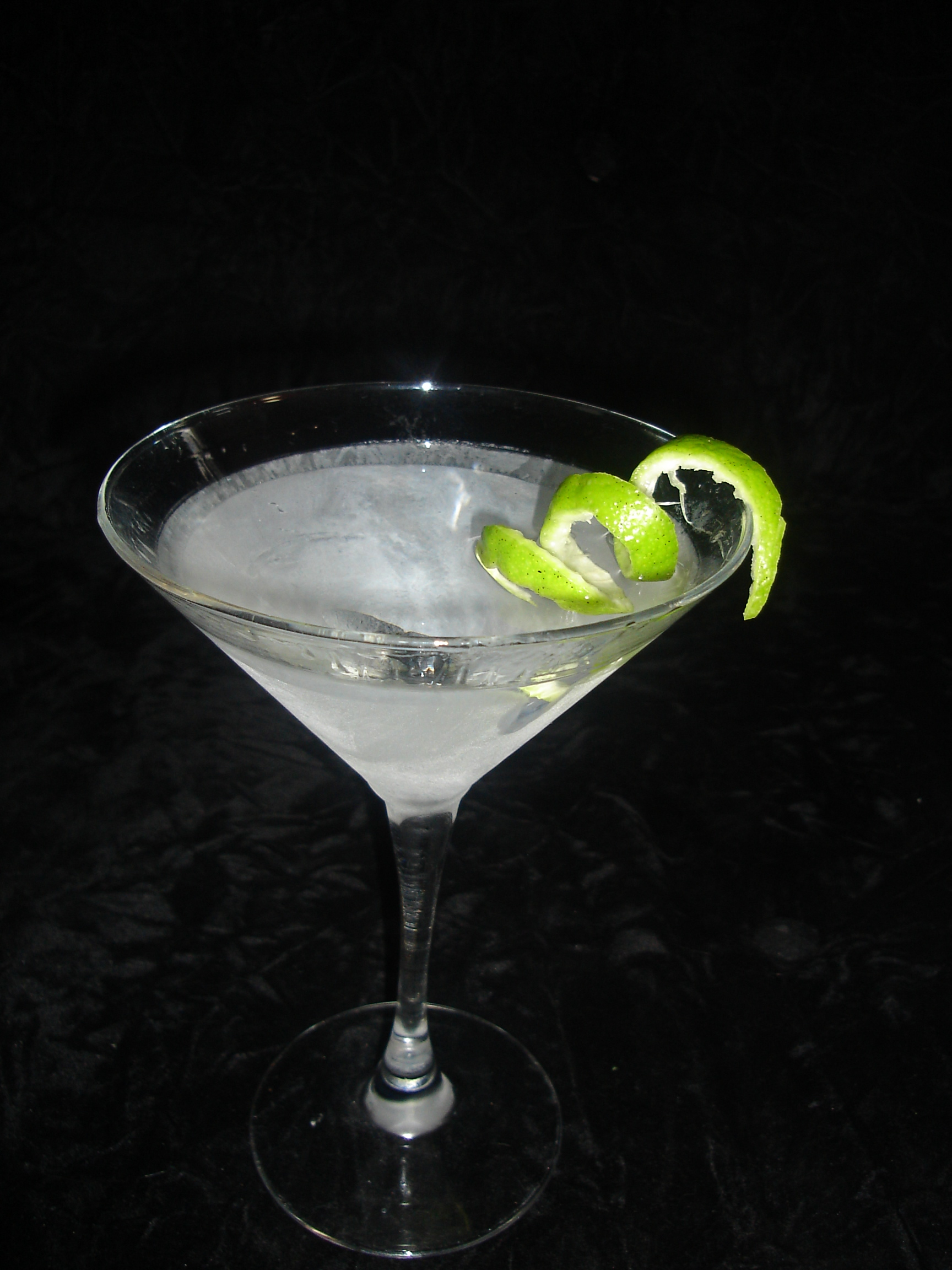
Un pahar de martini cu lămâie

Martini este un cocktail obținut cu gin și vermut bianco, deși se obișnuiește înlocuirea ginului cu votcă. Este descris de obicei ca fiind înțepător sau astringent. H. L. Mencken a numit cândva această băutură "singura invenție americană la fel de perfectă precum sonetul",, iar E. B. White l-a numit "elixirul liniștii".

## Preparare
Deși există multe variații, rețeta de martini modern standard are un raport de cinci la unu între gin și vermut, cu gheață. Mulți europeni preferă totuși mai puțin vermut, într-o proporție șase la unu de gin sau votcă la vermut. Ingredientele sunt amestecate, apoi strecurate și servite fără gheață într-un pahar răcit de cocktail, garnisit fie cu o măslină, fie cu coajă de lămâie, pentru a evidenția uleiurile citrice volatile pe suprafața băuturii.  
Deși rețeta standard presupune o proproție de cinci la unu de băuturi spirtoase la vermut, pasionații de martini sec pot reduce mult cantitatea de vermut. Se presupune că "martini Churchill" nu conține vermut, ci doar gin britanic. Legenda spune că Churchill s-ar fi apropiat de sticla de vermut cât să o vadă în colțul opus al camerei. Acesta este un martini foarte sec sau "martini Churchill".
Deși la început se garnisea cu măsline, sucul de măsline poate fi adăugat într-un martini pentru a-l face "dirty martini" (în traducere, "martini murdar"). Gustul măslinei distrage atenția de la gustul ginului simplu și vermut, făcând băutura mai ușoară.
Unii pasionați evită să introducă un număr excesiv de arome în martini. Dacă folosesc o măslină, aceasta este fie simplă, fie umplută cu ceva neutru, precum o migdală; măslina propriu-zisă este clătită de saramură sau oțet înainte de utilizare. Apoi, măslina este introdusă încet în martini, astfel încât amestecul de gin și vermut să nu fie perturbat. O spirală de coajă de lămâie este considerată o garnitură mai delicată datorită aromei complementare și slabe. În acest caz, se poate folosi un cuțit special pentru decojit lămâi pentru a tăia o bucată subțire din lămâie, în timp ce fructul este ținut deasupra băuturii. Această orientare permite uleiurilor din lămâie să se așeze pe suprafața cocktailului.
O altă variație, controversată, este martini cu votcă, care conține votcă în loc de gin. În anii 1990, martini cu votcă a depășit martini tradițional, cu gin, în popularitate. Această variație trebuie desemnată cumva, printr-un nume precum "vodka martini" (sau "vodkatini" sau "kangaroo"). O altă confuzie poate fi creată de Martini vermut, un tip de vermut.